# Colobothea varia
Colobothea varia là một loài bọ cánh cứng trong họ Cerambycidae.